# Lecicha południowa
Lecicha południowa (Orthetrum brunneum) – gatunek owada z rzędu ważek należący do podrzędu ważek różnoskrzydłych i rodziny ważkowatych (Libellulidae). Występuje w Europie, krajach Maghrebu i Azji (po Mongolię), pospolity w krajach śródziemnomorskich. Za podgatunek lecichy południowej niekiedy uznawany był Orthetrum lineostigma, występujący od Mongolii przez wschodnie Chiny po Koreę.
Jest to gatunek nomadyczny, w Europie od lat 90. XX w. rozszerzający wyraźnie swój zasięg na północ aż po wybrzeże Bałtyku, prawdopodobnie na skutek ocieplenia się klimatu. Spotykany obecnie w całej Polsce, rozród larwalny znany jest jednak tylko z dość nielicznych stanowisk. W Polsce imagines latają od czerwca do sierpnia.
Długość ciała wynosi ok. 44 mm, a rozpiętość skrzydeł ok. 68 mm.
Jest bardzo podobna do lecichy małej. Tułów i odwłok samca jest całkowicie pokryty niebieskim nalotem. Także jego czoło i oczy są niebieskie. Ciało samicy piaskowożółte z ciemną linią wzdłuż osi odwłoka i ciemnymi kropeczkami po obu stronach tej linii na końcu każdego segmentu. Oczy samicy są koloru beżowozielonkawego.
Jest typowym gatunkiem pionierskim, zasiedla płytkie i ciepłe, wolno i bardzo wolno płynące cieki – np. rowy, w tym rowy odprowadzające wody pokopalniane.